# Stojko Małow
Stojko Georgiew Małow (bułg. Стойко Георгиев Малов, ur. 6 czerwca 1943) – bułgarski zapaśnik walczący w stylu wolnym. Olimpijczyk z Tokio 1964, gdzie zajął dwunaste miejsce w kategorii do 52 kg.
Brązowy medalista mistrzostw świata w 1963 roku.

## Letnie Igrzyska Olimpijskie 1964
| Konkurencja      | Rundy eliminacyjne  | Rundy eliminacyjne         | Rundy eliminacyjne        | Klas. końcowa |
| Konkurencja      | Przeciwnik I        | Przeciwnik II              | Przeciwnik III            | Miejsce       |
| ---------------- | ------------------- | -------------------------- | ------------------------- | ------------- |
| 52 kg styl wolny | Gray Simons (USA) P | Gheorghe Țarălungă (ROU) Z | Muhammad Niaz-Din (PAK) P | 12.           |